# Tambourissa mandrarensis
Tambourissa mandrarensis är en tvåhjärtbladig växtart som beskrevs av J. Jérémie & D.H. Lorence. Tambourissa mandrarensis ingår i släktet Tambourissa och familjen Monimiaceae. Inga underarter finns listade i Catalogue of Life.